# Lygiá
Lygiá är en ort i Grekland.   Den ligger i prefekturen Nomós Prevézis och regionen Epirus, i den västra delen av landet, 300 km väster om huvudstaden Aten. Lygiá ligger 175 meter över havet och antalet invånare är 184.
Terrängen runt Lygiá är kuperad. Havet är nära Lygiá åt sydväst.Runt Lygiá är det ganska glesbefolkat, med 30 invånare per kvadratkilometer. Närmaste större samhälle är Kanaláki, 9,3 km norr om Lygiá. == Kommentarer ==
1. ↑  Framräknat ur variansen i alla höjduppgifter (DEM 3") från Viewfinder Panoramas, inom 10 km radie.[2] Mer om algoritmen finns här: Användare:Lsjbot/Algoritmer.